# Фракональто
Фракональто (італ. Fraconalto, п'єм. Fraconàut) — муніципалітет в Італії, у регіоні П'ємонт,  провінція Алессандрія.
Фракональто розташоване на відстані близько 420 км на північний захід від Рима, 110 км на південний схід від Турина, 45 км на південний схід від Алессандрії.
Населення — 339 осіб (2014).

## Демографія
Населення за роками:

Станом на 1 січня 2023 року в муніципалітеті офіційно проживало 9 іноземців з 5 країн, серед них 3 громадяни країн Євросоюзу.

## Сусідні муніципалітети
- Бузалла
- Кампомороне
- Міньянего
- Ронко-Скривія
- Вольтаджо